# Pieszyce Stadion
Pieszyce Stadion – nieczynna stacja kolejowa w Pieszycach, w województwie dolnośląskim, w Polsce, leżąca na linii kolejowej łączącej stacje Dzierżoniów Śląski z Bielawę Zachodnią. Obecnie nie ma niej peronów.